# Reinette Baumann

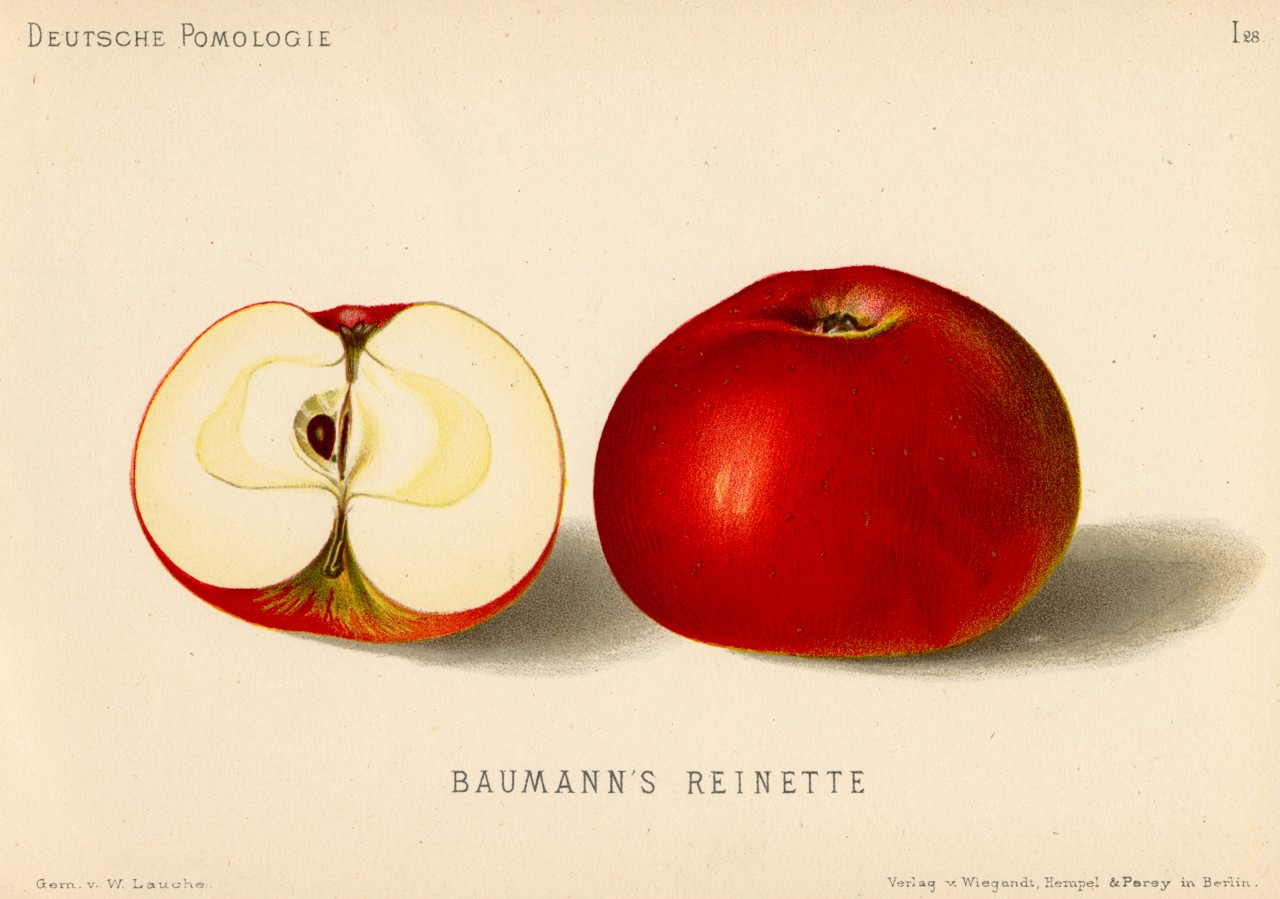
Reinette baumann dans Deutsche Pomologie.

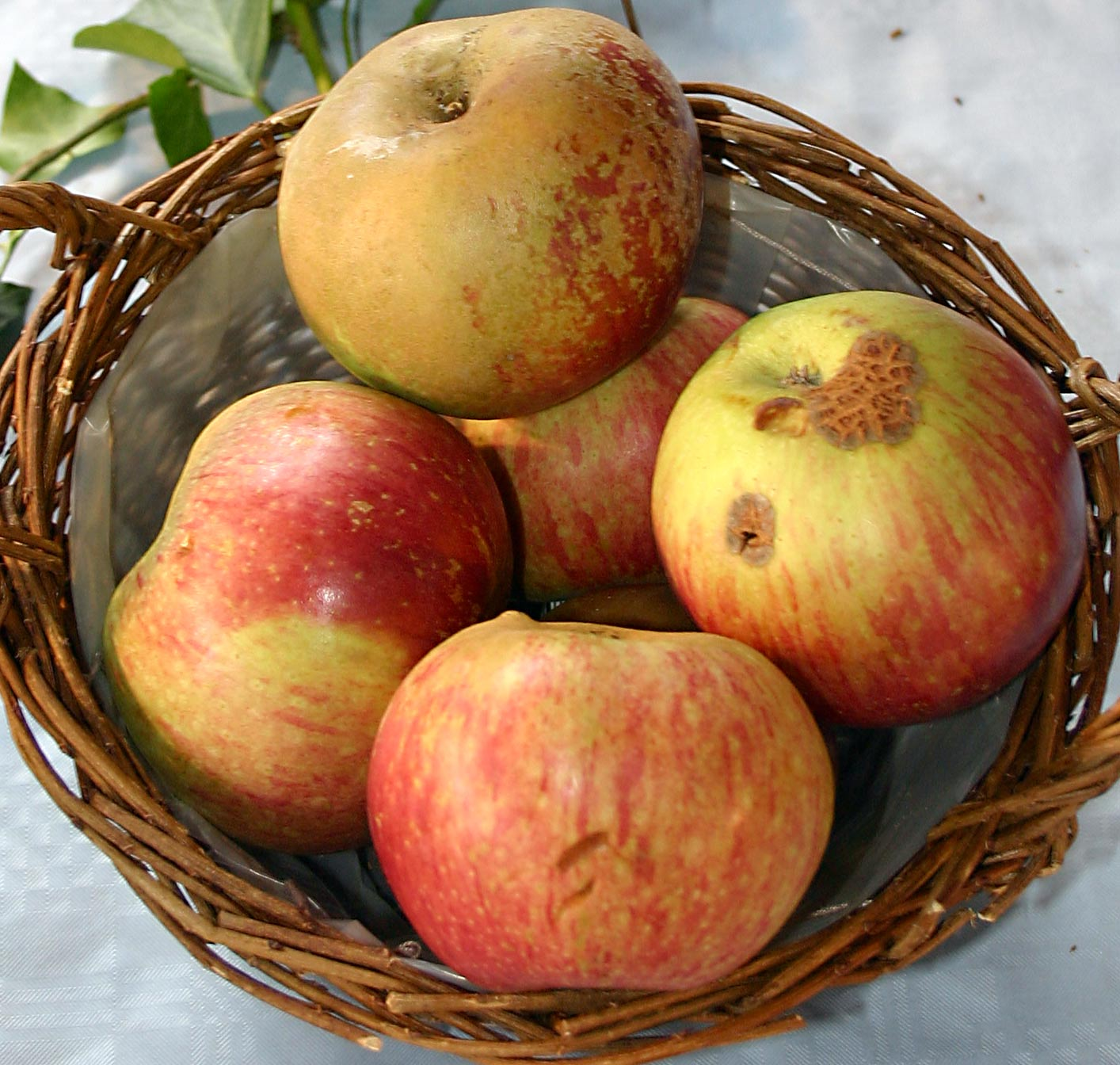

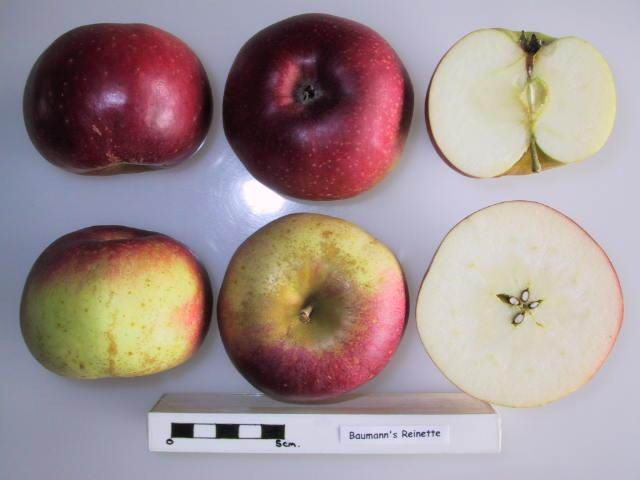
En exposition.

 (septembre 2011).
Si vous disposez d'ouvrages ou d'articles de référence ou si vous connaissez des sites web de qualité traitant du thème abordé ici, merci de compléter l'article en donnant les références utiles à sa vérifiabilité et en les liant à la section « Notes et références ».

## Origine
Reinette Baumann est une variété de pomme obtenue par Jean-Baptiste Van Mons  dans ses pépinières de la fidélité à Bruxelles vers 1800. Il nomma cette variété en hommage aux frères Baumann, célèbres pépiniéristes de Bollwiller dans le Haut-Rhin. 

## Description
Le fruit est gros, de forme conique, raccourcie et ventrue. La peau est jaune lavée de rouge.
Le pédoncule est très gros et très court.
La chair est jaunâtre et assez ferme avec un petit goût de fraise.

## Culture
Reinette Baumann est un arbre peu vigoureux moyennement fertile.
On peut le greffer sur porte-greffe nain mais en haute tige, il vaut mieux le greffer en tête.
La variété atteint la pleine floraison un jour avant Golden Delicious. Elle est pollinisée par Grand Alexandre, Jonathan, Grenadier, James Grieve, Granny Smith, Golden Delicious.
Sa maturité s'obtient de janvier à mars.